# Nicéforo de Antioquía
San Nicéforo fue un mártir cristiano en tiempo del emperador Valeriano. 
En Antioquía se estimaban como hermanos el presbítero Sapricio y el lego Nicéforo pero riñeron hasta el extremo de no saludarse si se encontraban. Pasado algún tiempo vuelto en sí Nicéforo y haciendo reflexión de que la enemistad es un mal vicio, se valió de algunos amigos para que en su nombre pidiesen perdón a Sapricio y los reconciliasen pero Sapricio no quiso aceptar las disculpas. Nicéforo por segunda y tercera vez le hizo hablar por otros pero siempre en vano. Al fin fue en persona a casa de Sapricio, se echó a sus pies y le dijo: Padre, perdonadme por nuestro Señor. Mas el presbítero duro e inflexible no quiso perdonarle. 
Entre tanto llegó la persecución y Sapricio resultó preso: confesó con valor que Cristo es el solo Dios verdadero, Creador del cielo y de la tierra. Fue cruelmente atormentado en una prensa: se mantuvo constante y fue condenado a muerte. Nicéforo sabiendo que le llevaban al suplicio, corrió a su encuentro, se echó a sus pies y le dijo: mártir de Jesucristo, perdonadme si os he ofendido. Sapricio no le respondió. Insistió Nicéforo con más eficacia en otra calle y por tercera vez en el lugar del suplicio; pero no pudo vencer la dureza de Sapricio.
Al decirle el verdugo que se arrodillara para cortarle la cabeza, le fallaron las fuerzas a Sapricio y dijo que obedecería al emperador y haría sacrificio a los dioses. Al oírlo Nicéforo le dijo: no hermano, no quieras negar a nuestro Señor Jesucristo, no quieras perder la corona que has ganado con tantos trabajos y tormentos. Y viendo que Sapricio no le escuchaba, vuelto a los verdugos, decía: yo soy cristiano, y creo en nuestro Señor Jesucristo, a quien éste ha renunciado. Hacedme pues morir a mí. Uno de los verdugos fue a informar al presidente de la mudanza de Sapricio y de lo que pasaba con San Nicéforo y el gobernador dio esta sentencia: si éste no sacrifica a los dioses, como los emperadores mandan, sea degollado. En consecuencia logró luego San Nicéforo la corona del martirio en premio de su fe, de su caridad con el prójimo y de su humildad. 